# 개신교 문화
개신교 문화는 개신교 내에서 발전한 문화적 관습을 의미한다. 초기 종교 개혁은 종교 운동이었지만, 결혼과 가족, 교육, 인문학 및 과학, 정치 및 사회 질서, 경제, 예술 등 삶의 모든 다른 측면에도 강한 영향을 미쳤다.
개신교는 특히 과학 혁명과 산업 혁명 이후의 시기에 경제 성장과 기업가 정신을 촉진했다. 학자들은 개신교의 부상과 인적 자본 형성, 직업 윤리, 경제발전, 초기 실험과학의 부상, 그리고 국가 체제 발달 사이의 긍정적인 상관관계를 확인했다.

## 가족, 여성, 성소수자의 역할
모든 개신교 교회는 로마 가톨릭교회와 달리 성직자의 결혼을 허용한다. 이는 신학자 마르틴 루터가 결혼한 1525년경부터 많은 개신교 성직자의 가족들이 자국 지식인 엘리트의 발전에 기여할 수 있었음을 의미했다.
역사적으로 교회 생활, 개신교 성직자, 신학자로서 여성의 역할은 제한적이었다. 여성의 역할은 시간이 지남에 따라 확대되었고, 보편 교육과 여성 선거권 운동과 밀접하게 연관되었다. 19세기 후반과 20세기 초 영어권 세계에서 선거권 (투표권)과 금주 (참고: 금주 운동 및 금주법)를 위한 정치 및 사회 운동은 개신교 여성 단체와 밀접하게 연관되어 있었다.
감리교회와 같은 특정 개신교 교회들은 1700년대 후반부터 여성들을 성직자나 보조자로 참여시켰지만, 여성의 성직 서품은 루터교회에서는 1940년대부터, 세계성공회동체에서는 1970년대부터 시작되었다. 1990년경부터는 세계성공회동체와 잉글랜드 국교회를 포함한 여러 개신교 교회에서 더 많은 여성들이 고위 지도자 역할(예: 주교)을 맡게 되었다.
여성 목회자에 대한 수용이 증가하고 있음에도 불구하고, 2023년 남침례회 – 미국에서 가장 큰 개신교 교단 – 는 압도적인 다수결로 남성에게만 역할을 제한하기로 투표했다. 이로 인해 총회는 여성 목회자가 있는 다섯 개 교회를 퇴출했다. 이 규칙을 교단 헌법에 추가하려면 2024년에 3분의 2 이상의 찬성표를 얻어야 하는 2차 투표가 필요했다. 이 안건은 찬성 61%로 아슬아슬하게 부결되었다. 이는 잠정적인 금지가 교단 헌법에 추가되는 것을 막았지만, 교리의 입장은 변경하지 않았다. 일부 회원들은 교단이 위반 교회를 퇴출하는 관행을 채택했으므로 헌법에 추가할 필요가 없다고 생각했다. 총회는 여성 목회자가 여성 및 어린이 회중을 섬기는 것을 허용한 교회를 92%의 다수결로 다시 퇴출하기로 투표했다.
1990년대부터 개신교 교회들은 성소수자에 대한 교회의 대응과 관련하여 논란에 직면했다. 이러한 논의의 분열적인 성격은 교회를 더 포용적으로 만들려는 개혁을 거부하는 세계성공회동체 내 반대 단체의 형성을 통해 잘 드러났다. 21세기에는 동성결혼과 성소수자 성직자 서품에 대한 논쟁이 연합 감리 교회, 미국 성공회, 미국 복음주의 루터교회, 미국장로교, 미국 침례교회, 그리고 남침례회 내에서 분열을 초래했다. 어떤 경우에는 개별 회중이 교단을 떠나거나 (혹은 퇴출되었고), 어떤 경우에는 교회 정책에 반대하는 별도의 교단이 형성되기도 했다.

## 교육
종교개혁가들은 모든 교인들이 성경과 교리 문답을 읽고 공부할 수 있기를 원했기 때문에, 유럽, 아메리카 및 유럽 교육자들과 선교사들과의 접촉을 통해 영향을 받은 세계의 다른 지역에서도 모든 수준의 교육에 대한 지원이 시간이 지남에 따라 증가했다. 소년과 소녀 모두에게 의무 교육이 도입되었다. 예를 들어, 1628년에 매사추세츠만 식민지를 세운 청교도들은 불과 8년 후에 하버드 칼리지를 설립했다. 18세기에는 예일 대학교(1701년)를 포함하여 약 12개의 다른 미국 대학들이 뒤를 이었다. 펜실베이니아주도 학습의 중심지가 되었다. 개신교는 성경을 다양한 국가 언어로 번역하는 것을 시작함으로써 국가 문학의 발전을 지원했다.
하버드 대학교, 예일 대학교, 프린스턴 대학교, 컬럼비아 대학교, 다트머스 대학교, 윌리엄스 칼리지, 보딘 칼리지, 미들베리 칼리지, 그리고 애머스트 칼리지를 포함한 미국의 초기 대학들 중 일부는 모두 주류 개신교 교단에 의해 설립되었다.

## 사상과 직업 윤리

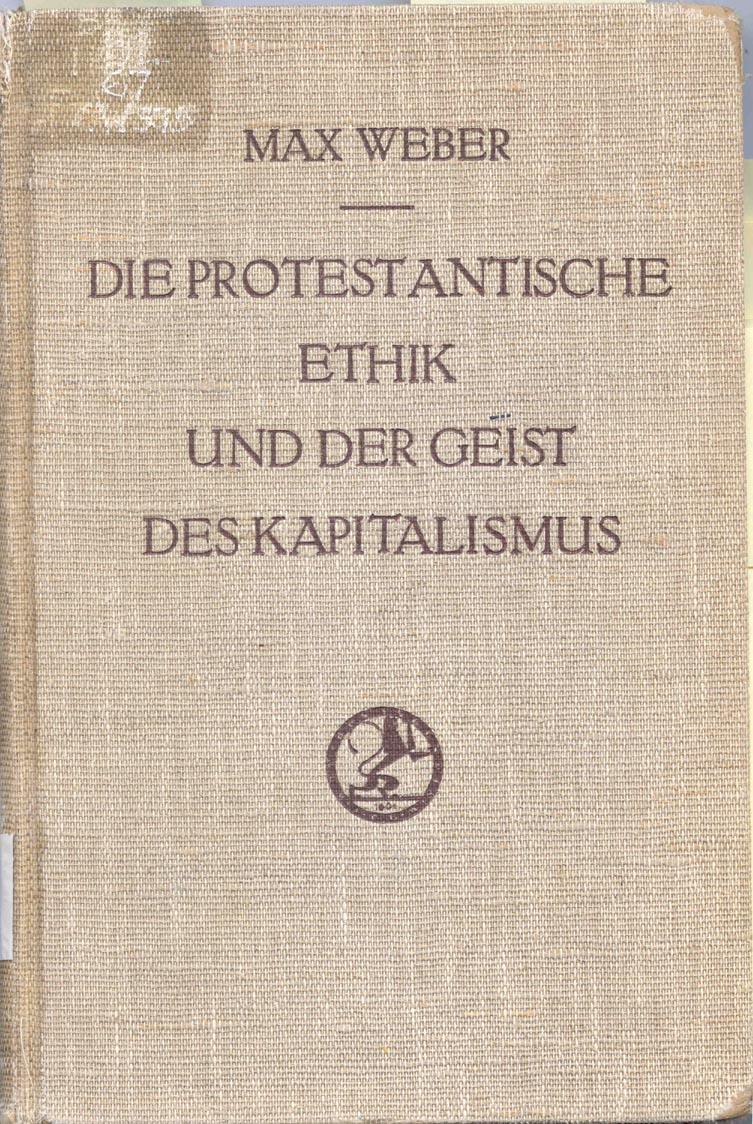
프로테스탄트 윤리와 자본주의 정신 독일어 원본 표지

개신교의 신과 인간에 대한 개념은 신자들이 이성을 포함한 신이 부여한 모든 능력을 사용할 수 있게 했다. 이는 개신교 신자들이 신의 창조물을 탐구하도록 장려되었으며, 창세기 2장 15절에 따라 책임감 있고 지속 가능한 방식으로 이를 활용하도록 했다는 것을 의미한다. 그리하여 인문학과 과학의 발전을 크게 촉진하는 문화적 분위기가 조성되었다. 개신교의 인간 이해가 가져온 또 다른 결과는 신자들이 그리스도 안에서의 선택과 구원에 대한 감사로 신의 계명을 따라야 한다는 것이다. 근면, 절약, 소명, 규율, 그리고 강한 책임감이 그들의 도덕률의 핵심이다. 특히 장 칼뱅은 사치를 거부했다. 따라서 장인, 산업가, 그리고 다른 사업가들은 과학과 기술의 진보에 기반한 가장 효율적인 기계와 가장 현대적인 생산 방식에 이윤의 대부분을 재투자할 수 있었다. 그 결과 생산성이 증가했고, 이는 이윤 증가로 이어져 고용주가 더 높은 임금을 지불할 수 있게 했다. 이런 방식으로 경제, 과학, 기술은 서로를 강화했다. 기술 발명의 경제적 성공에 참여할 기회는 발명가와 투자자 모두에게 강력한 유인책이었다. 프로테스탄트 윤리는 자본주의와 산업 혁명의 발전에 영향을 미친 계획되지 않고 조정되지 않은 대중 행동 뒤에 있는 중요한 힘이었다. 이 아이디어는 또한 "프로테스탄트 윤리 테제"로도 알려져 있다.
미국 성공회, 미국장로교, 회중 교회와 같은 일부 주류 개신교 교단은 미국의 다른 대부분의 기독교 교단보다 훨씬 더 부유하고 교육 수준이 높으며, 1인당 학위 및 박사 후 과정 학위 소지자의 비율이 더 높다. 개신교도들은 미국 비즈니스, 법, 정치, 특히 공화당 (미국)의 상위 계층에 불균형적으로 많이 분포되어 있다. 밴더빌트가, 애스터 가문, 록펠러가, 듀폰 가문, 루스벨트가, 포브스 가문, 휘트니 가문, 멜런 가문, 모건 가문 및 해리먼 가문과 같은 가장 부유하고 영향력 있는 미국 가문의 상당수는 주류 개신교 가문이다.
퓨 연구센터의 2014년 연구에 따르면, 미국 성공회는 미국에서 세 번째로 재정적으로 성공적인 종교 집단으로 꼽혔는데, 미국 성공회 신자 중 35%가 연소득 10만 달러 이상의 가구에 거주했으며, 미국장로교는 네 번째로 재정적으로 성공적인 종교 집단으로 꼽혔는데, 미국장로교 신자 중 32%가 연소득 10만 달러 이상의 가구에 거주했다. 같은 연구에 따르면 교육과 소득 사이에 상관관계가 있는데, 미국 성공회 신자의 약 59%가 학위 및 박사 후 과정 학위를 가지고 있으며, 미국 성공회(56%)와 미국장로교(47%)가 그 뒤를 잇는다.

## 과학

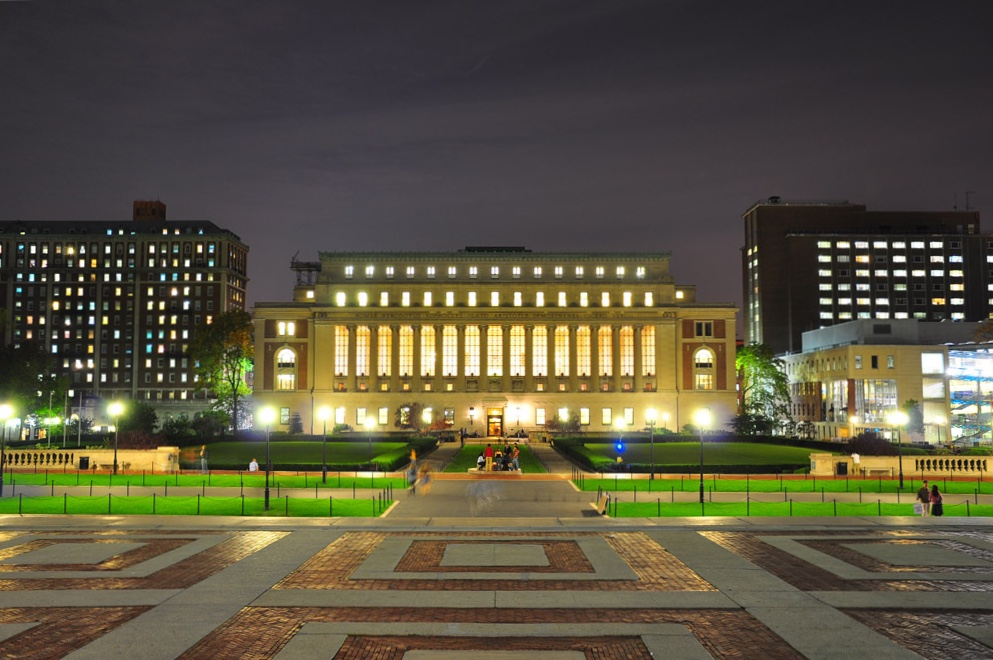
컬럼비아 대학교는 잉글랜드 국교회에 의해 설립되었다.

개신교는 과학에 중요한 영향을 미쳤다. 머턴 테제에 따르면, 청교도주의와 개신교 경건주의의 부상과 초기 실험과학 사이에는 긍정적인 상관관계가 있었다. 머턴 테제는 두 가지 별개의 부분으로 나뉜다. 첫째, 과학은 관찰의 축적과 실험 기술 및 방법론의 개선으로 인해 변화한다는 이론을 제시한다. 둘째, 17세기 잉글랜드에서 과학의 인기와 왕립학회의 종교적 인구통계학적 특성(당시 영국의 과학자들은 주로 청교도나 다른 개신교도였다)은 개신교와 과학적 가치 사이의 상관관계로 설명될 수 있다는 주장을 제기한다. 그의 이론에서 로버트 K. 머턴은 17세기와 18세기 과학 혁명의 발달은 영국의 청교도주의와 독일의 경건주의 때문이라고 주장했다. 머턴은 종교적 소속과 과학에 대한 관심 사이의 연관성이 금욕주의적 개신교 가치와 현대 과학의 가치 사이의 상당한 시너지 효과의 결과라고 설명했다. 개신교 가치는 과학이 세상에 대한 하느님의 영향을 연구하도록 허용함으로써 과학 연구에 대한 종교적 정당성을 제공하여 과학 연구를 장려했다.
해리엇 주커만의 1901년부터 1972년까지 미국 노벨상 수상자 검토에 따르면, 72%가 개신교 배경을 가지고 있었다. 주커만에 따르면, 개신교도는 전체 인구에서의 비율(약 3분의 2)보다 약간 더 높은 비율(72%)로 미국 수상자들 사이에 나타났다. 전반적으로 개신교도는 1901년부터 1972년까지 모든 미국 노벨상 중 노벨 화학상의 84.2%, 노벨 생리학·의학상의 60%, 노벨 물리학상의 58.6%를 수상했다.
"노벨상 100년"(2005)에 따르면, 1901년부터 2000년까지 수여된 노벨상을 검토한 결과, 65.4%의 노벨상 수상자들이 다양한 형태의 기독교를 자신들의 종교적 선호로 밝혔다고 한다(423개 상). 반면 32%는 다양한 형태의 개신교를 자신들의 종교적 선호로 밝혔으며(208개 상), 개신교는 세계 인구의 11.6%에서 13%를 차지한다.

## 정부

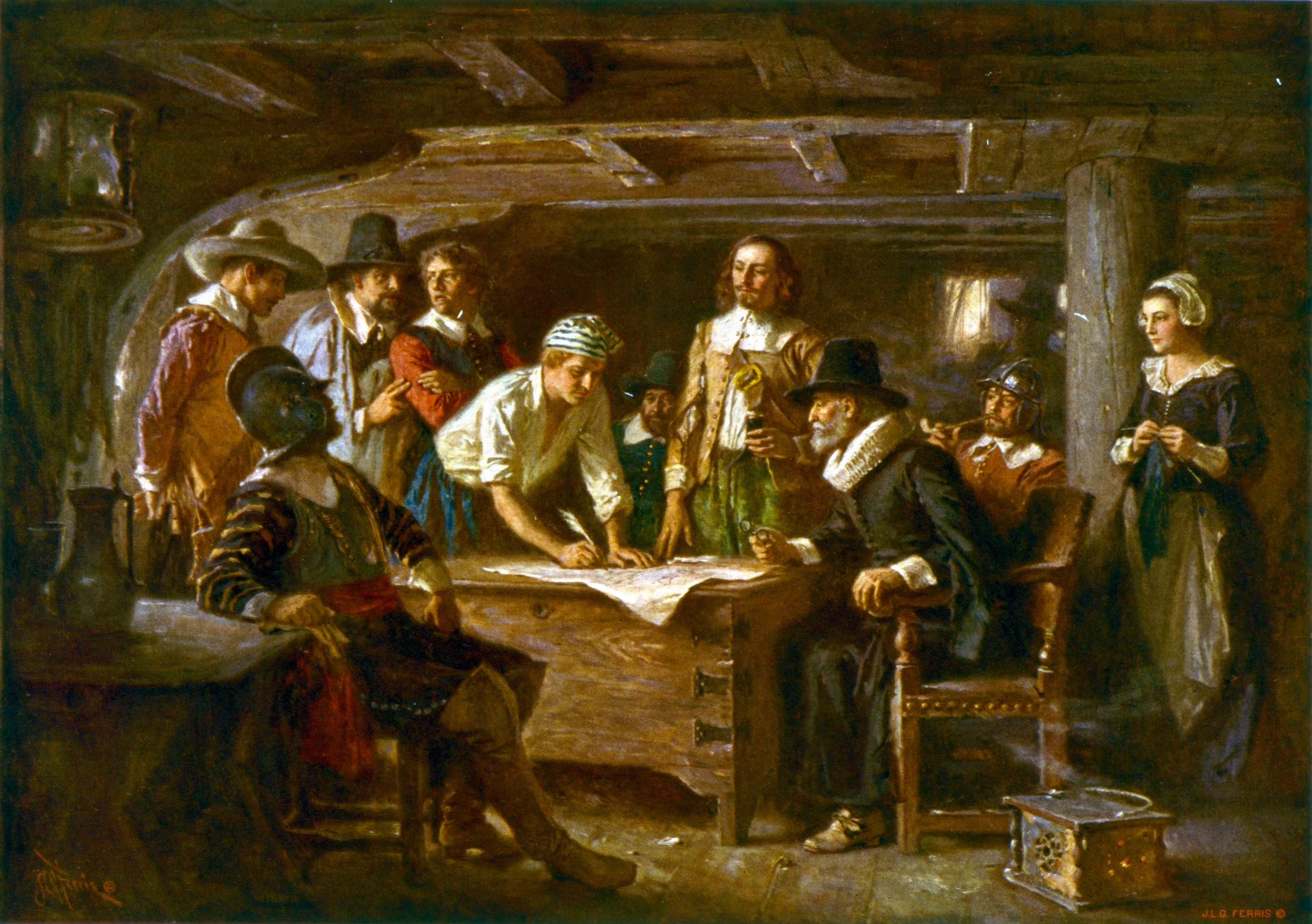
1620년 메이플라워 서약 서명, 장 레옹 제롬 페리스의 1899년 그림

중세 시대에는 교회와 세속 권력이 밀접하게 연관되어 있었다. 마르틴 루터는 영적 세계와 세속 세계가 다른 권위에 의해 통치된다고 믿었다. 이는 루터 시대에 루터교인들이 이단으로 간주되어 가톨릭 통치 하에 박해받았다는 사실에 크게 영향을 받았다. 그는 "진정한 기독교인"은 법 없이도 신의 뜻에 순종하는 반면, 세속 권위는 법을 통해 강제되고 폭력으로 집행되는 통치를 할 수밖에 없다고 믿었다. 루터의 만인 제사장 교리는 교회에서 평신도의 역할을 크게 향상시켰다. 회중의 구성원들은 목사를 선출할 권리와 필요하다면 해임에 투표할 권리를 가졌다. 칼뱅은 자신의 대의적 교회 정부에 선출된 평신도(장로, 프레스비터)를 포함시킴으로써 이 기본적인 민주주의적 접근 방식을 강화했다. 위그노들은 칼뱅의 교회 자치 시스템에 회중이 선출한 구성원으로 이루어진 지역 시노드와 전국 시노드를 추가했다. 이 시스템은 다른 개혁 교회들에게 채택되었다.
정치적으로 장 칼뱅은 귀족정과 민주주의의 혼합을 선호했다. 그는 민주주의의 장점을 높이 평가했다. "만약 하느님이 백성이 자유롭게 자신의 권위자와 주인을 선택하도록 허락한다면, 그것은 귀중한 선물이다." 칼뱅은 또한 지상의 통치자들이 하느님을 대적할 때 신성한 권리를 잃고 물러나야 한다고 생각했다. 평범한 사람들의 권리를 더욱 보호하기 위해 칼뱅은 권력 분립 시스템에서 정치 권력을 분리할 것을 제안했다. 따라서 그와 그의 추종자들은 정치적 절대주의에 저항하고 현대 민주주의의 부상을 위한 길을 열었다. 16세기 칼뱅주의자와 루터교인들은 소수 지도자 교리라는 저항 이론을 개발했고, 이는 나중에 미국 독립 선언서에 사용되었다. 칼뱅주의 지도력 아래 네덜란드는 17세기와 18세기 유럽에서 가장 자유로운 국가 중 하나였다. 이곳은 르네 데카르트, 바뤼흐 스피노자, 피에르 벨과 같은 철학자들에게 망명을 허용했다. 후고 그로티우스는 자신의 자연법 이론과 성경에 대한 상대적으로 자유로운 해석을 가르칠 수 있었다.
칼뱅의 정치적 사상과 일치하게, 개신교도들은 영국과 미국의 민주주의 형성에 핵심적인 역할을 했다. 이후 영국은 자신들의 민주적 이상을 식민지에 부과했다. 19세기와 20세기에는 영국의 현대 민주주의 형태인 입헌군주제가 개신교가 형성한 스웨덴, 노르웨이, 덴마크, 네덜란드뿐만 아니라 가톨릭 국가인 벨기에와 스페인에서도 채택되었다. 북아메리카에서는 플리머스 식민지와 매사추세츠만 식민지가 민주적 자치와 권력 분립을 실행했다. 이들 회중 교회주의자들은 민주적 정부 형태가 하느님의 뜻이라고 확신했다. 메이플라워 서약은 사회 계약이었다.
개신교도들은 항상 영국과 미국 정치에서 결정적인 역할을 해왔다. 1701년 왕위계승법은 모든 영국 군주와 그 배우자가 개신교도여야 한다고 규정했다. 존 F. 케네디와 조 바이든 두 가톨릭 신자를 제외하고 모든 미국 대통령은 개신교 교회의 신자이거나 개신교 배경을 가지고 있었다.

## 권리와 자유

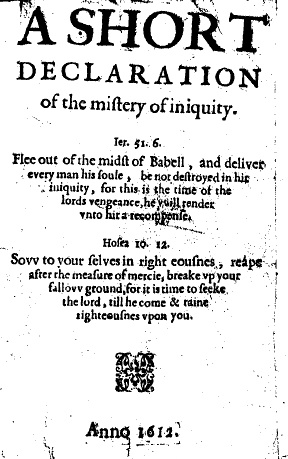
토마스 헬위스의 『불법의 신비에 대한 간략한 선언』(1612). 헬위스에게 종교의 자유는 모든 사람의 권리였으며, 심지어 그가 동의하지 않는 사람들에게도 마찬가지였다.

개신교는 종교의 자유 개념을 기독교에 통합하는 데 도움을 주었지만, 그 설립 배경 때문에 반가톨릭주의 정서는 역사 대부분 동안 개신교 문화에 깊이 뿌리박혀 있었다. 1521년 루터가 보름스 의회에서 신성 로마 제국의 회의에 자신의 신념을 철회하기를 거부한 이후로 양심의 자유는 신학적, 철학적, 정치적 의제에서 높은 우선순위를 차지했다. 그의 견해로는 신앙은 성령의 자유로운 역사였으므로 사람에게 강요될 수 없었다. 박해받던 재세례파와 위그노들은 양심의 자유를 요구했고, 그들은 정교분리를 실천했다.
17세기 초, 존 스미스와 토마스 헬위스와 같은 침례교 신자들은 종교의 자유를 옹호하는 논문을 출판했다. 그들의 사상은 존 밀턴과 존 로크의 관용에 대한 입장에 영향을 미쳤다.
16세기에는 잉글랜드 국교회 내의 잔존 가톨릭적 요소에 반대하여 청교도 운동이 일어났다. 청교도들은 교회가 완전히 개혁되지 않았으며, 더 많은 변화가 필요하다고 느꼈다. 비록 단명했지만, 청교도 운동은 영국과 초기 미국 역사에 지대한 영향을 미쳤다.
로저 윌리엄스 (침례교), 토머스 후커 (회중 교회), 그리고 윌리엄 펜 (퀘이커)의 지도 아래, 각각 로드아일랜드주, 코네티컷주, 펜실베이니아주는 민주적 헌법과 종교의 자유를 결합했다. 이 식민지들은 유대인을 포함한 특정 박해받는 종교적 소수자들에게 안전한 피난처가 되었다.
미국 독립선언, 미국 헌법, 그리고 권리장전은 종교의 자유에 법적, 정치적 틀을 부여하여 이를 법전화했다. 미국 개신교 신자들 대다수는 성직자와 평신도를 막론하고 독립 운동을 강력히 지지했다. 모든 주요 개신교 교회 신자들이 1차 및 2차 대륙 회의에 대표로 참여했다.
국가가 종교의 자유를 명목상 지지했음에도 불구하고, 대부분의 주에서는 가톨릭 신자가 공직을 맡는 것을 금지하거나 교황권을 비난해야만 그렇게 할 수 있었다. 반가톨릭 정서는 계속 확산되어 19세기 아일랜드 대기근을 피해 온 아일랜드계 가톨릭 이민자들의 유입으로 절정에 달했다. 미국의 식민지 시대와 초기 역사 전반에 걸쳐 가톨릭 신자뿐만 아니라 퀘이커와 몰몬교 신자들에 대한 폭동이 있었다. 유타주는 다른 주에서의 박해를 피해 온 몰몬교도들이 정착했다.
국가의 가톨릭에 대한 회의론은 적어도 1960년대까지 남아 있었는데, 당시 일부는 존 F. 케네디의 대통령 당선이 미국이 교황의 통제를 받게 될 수 있다고 우려했다. 그는 선거 유세에서 자신의 충성이 미국에 최우선이라고 선언하며 그러한 우려를 불식시키고자 했다. 몰몬교도 후보인 미트 롬니도 반세기 후에 비슷한 선언을 했다.
19세기와 20세기에는 미국의 민주주의가 전 세계 수많은 다른 국가들의 모델이 되었다. 미국 혁명과 프랑스 혁명 사이의 가장 강력한 연결고리는 미국 헌법 원칙의 열렬한 지지자였던 라파예트 후작이었다. 프랑스의 인간과 시민의 권리선언은 주로 라파예트의 이 문서 초안에 기반을 두었다. 연합국 공동 선언과 세계 인권 선언도 미국의 헌법적 전통을 반영한다.
종교 개혁과 초기 개신교의 핵심 사상들, 즉 민주주의, 사회 계약 이론, 권력 분립, 종교의 자유, 정교분리는 계몽시대 사상가들에 의해 상세히 설명되고 대중화되었다. 영국, 스코틀랜드, 독일, 스위스 계몽주의의 많은 철학자들은 개신교 배경을 가지고 있었다. 예를 들어, "일련의 개신교 기독교적 가정"에 기반을 둔 정치 사상을 가진 존 로크는 창세기 1장 26-28절에서 모든 인간의 평등, 즉 성별의 평등을 이끌어냈다. 모든 사람이 동등하게 자유롭게 창조되었으므로, 모든 정부는 피통치자의 동의를 필요로 했다. 이러한 로크의 사상은 미국 독립선언에 근본적인 영향을 미쳤는데, 독립 선언문 또한 창조에 대한 성경적 믿음에서 인권을 도출했다: "우리는 다음과 같은 사실을 자명한 진리로 여긴다. 즉, 모든 인간은 동등하게 창조되었고, 창조주로부터 양도할 수 없는 특정 권리를 부여받았으며, 이 권리에는 생명, 자유, 행복 추구가 포함된다." 이러한 권리들은 신정적 사상이었으며, 자율적인 인간의 개념에서 파생된 것이 아니었다. 식민지 시대 미국에는 "창조를 통한 평등이라는 광범위하게 수용된 개념"이 있었다.
개신교도들은 다른 인권을 옹호하는 운동에도 참여했다. 예를 들어, 고문은 1740년 프로이센에서, 노예제는 1834년 영국에서, 1865년 미국에서 폐지되었다(윌리엄 윌버포스, 해리엇 비처 스토, 에이브러햄 링컨). 후고 그로티우스와 사무엘 푸펜도르프는 국제법에 크게 기여한 최초의 사상가들 중 일부였다. 인도주의 국제법의 중요한 부분인 제네바 협약은 주로 개혁된 경건주의자인 앙리 뒤낭의 작품이었다. 그는 또한 적십자를 설립했다.

## 사회적 가르침
대부분의 개신교도들은 항상 사람들을 돕는 의무를 느꼈다. 그들은 병원, 장애인 및 노인 시설, 교육 기관, 개발도상국을 돕는 단체, 그리고 다른 사회 복지 기관들을 설립했다. 19세기에는 영미권 전역에서 모든 개신교 교단의 헌신적인 구성원들이 노예제 폐지, 교도소 개혁, 여성 선거권과 같은 사회 개혁 운동에 적극적으로 참여했다. 19세기 "사회 문제"에 대한 해답으로, 오토 폰 비스마르크 총리 하의 독일은 복지국가의 길을 열었던 보험 프로그램(건강보험, 재해 보험, 장애 보험, 노령 연금)을 도입했다. 비스마르크에게 이것은 "실용적 기독교"였다. 이 프로그램들은 또한 특히 서구 세계의 많은 다른 국가들에 영향을 미쳤다.
그러나 미국에서는 현대 복음주의와 더 넓은 의미의 기독교 우파가 시장 경제에 대한 국가 개입과 사회 복지 프로그램에 대해 회의적인 시각을 가지고 있다. 1950년대 근본주의 라디오 설교자들은 적색공포를 이용하여 자신들의 방송에 관심을 끌었다. 미국 복음주의 운동의 핵심 인물인 빌리 그레이엄은 그의 경력 초기에 조지프 매카시 상원의원에게 빚을 졌다. 이처럼 반공주의 노력에 가까워지면서 경제적 보수주의는 미국의 개신교적 가치로 굳어졌고, 심지어 복지 프로그램이 근본주의자들에 의해 "반기독교적"으로 비난받는 정도에 이르렀다. 복지 프로그램에 반대하는 개신교도들은 복지 프로그램이 나태함을 조장하고, 결혼을 저해하며, 연방 정부에 대한 의존을 만들어낸다고 주장한다.

## 예술

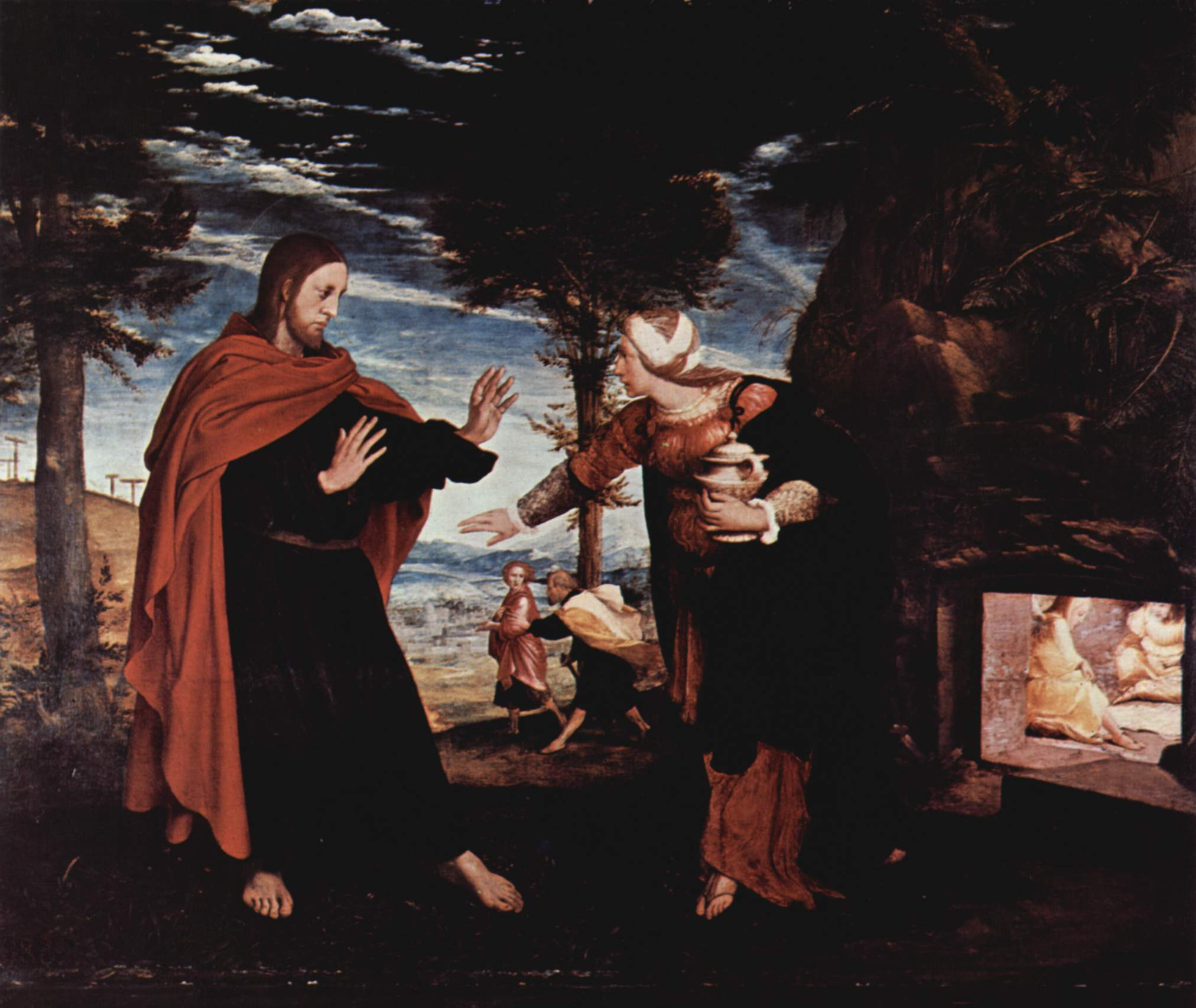
한스 홀바인의 Noli me tangere.

예술은 개신교 신앙에 강하게 영향을 받았다. 마르틴 루터, 파울 게르하르트, 조지 위더, 아이작 와츠, 찰스 웨슬리, 윌리엄 쿠퍼, 그리고 많은 다른 작가들과 작곡가들은 잘 알려진 교회 찬송가를 만들었다. 하인리히 쉬츠, 요한 제바스티안 바흐, 게오르크 프리드리히 헨델, 헨리 퍼셀, 요하네스 브람스, 그리고 펠릭스 멘델스존과 같은 음악가들은 위대한 음악 작품을 작곡했다. 개신교 배경을 가진 저명한 화가로는 알브레히트 뒤러, 한스 홀바인, 루카스 크라나흐, 렘브란트, 그리고 빈센트 반 고흐가 있다. 세계 문학은 에드먼드 스펜서, 존 밀턴, 존 번연, 존 던, 존 드라이든, 대니얼 디포, 윌리엄 워즈워스, 조너선 스위프트, 요한 볼프강 폰 괴테, 프리드리히 실러, 새뮤얼 테일러 콜리지, 에드거 앨런 포, 매슈 아널드, 콘라트 페르디난트 마이어, 테오도어 폰타네, 워싱턴 어빙, 로버트 브라우닝, 에밀리 디킨슨, 에밀리 브론테, 찰스 디킨스, 너새니얼 호손, 존 골즈워디, 토마스 만, 윌리엄 포크너, 존 업다이크 등 많은 작가들의 작품으로 풍요로워졌다.

## 같이 보기
- 기독교 문화